# 세계의 지붕

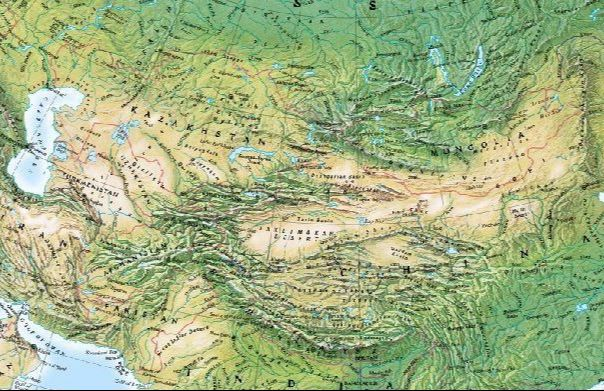
북서쪽의 코카서스부터 북동쪽의 몽골까지 중앙아시아의 실제 지도다.

세계의 지붕은 세계에서 가장 높은 지역, 즉 아시아의 높은 지역들을 설명하는 데 사용되는 은유적 형용사이자 문구다. 이 용어는 일반적으로 파미르고원, 히말라야산맥, 티베트 고원, 힌두쿠시산맥, 톈산산맥, 네팔, 알타이 산맥을 포함한 아시아의 산악 내륙을 의미한다.